# Fachliteratur
Die Fachliteratur, je nach Definition auch Fachprosa, Fachschrifttum und Wissensliteratur genannt, ist ein Teilgebiet der nichtbelletristischen Literatur. Sie zählt somit – neben der Sachliteratur, zu deren Untermengen die Fachliteratur zunehmend gerechnet wird – zur literarischen Gattung der Non-Fiction. Im Unterschied zur Sachliteratur, die bestimmte Sachthemen – oft populärwissenschaftlich aufbereitet  – für ein Laienpublikum darstellt, richtet sich die Fachliteratur an „ein Fachpublikum meist mit Blick auf die professionelle Anwendung oder die Gewinnung neuer wissenschaftlicher Erkenntnisse.“
Ein Teilgebiet der Fachliteratur wiederum ist die wissenschaftliche Literatur mit den sogenannten Standardwerken, die sich an wissenschaftlich gebildete Personen richtet bzw. deren Ausbildung dient.

## Fachliteratur im Einzelnen
Zur Fachliteratur zählen insbesondere:
- Fachbücher und Monografien
- Fachzeitschriften, facheinschlägige Journale und andere Periodika sowie
  - die einzelnen darin enthaltenen Fachartikel
- Gebrauchsanleitungen
- Handbücher
- Lehrbücher
- Gesetzeskommentar, Regelwerke der Standardisierung
- Managementliteratur (Management, Verkaufspsychologie etc.)
- Nachschlagewerke, insbesondere als Fachlexika, fachsprachliche Wörterbücher, Almanache und Atlanten
- wissenschaftliche Publikationen im Internet
- Patentliteratur
- Werkverzeichnisse und Bestandskataloge

## Veränderungen durch die Digitale Revolution
Die Digitale Revolution hat es mit sich gebracht, dass heute auch im Bereich der Fachliteratur zunehmend auf elektronischen bzw. digitalen Medien publiziert wird, vor allem auf CD-ROM oder DVD sowie auf speziellen Websites. Im Bereich der wissenschaftlichen Fachartikel sind dies meist die eigens hierfür eingerichteten Online-Plattformen der die jeweiligen Fachzeitschriften herausgebenden Verlage.
Zu den bekanntesten dieser Portale gehören ScienceDirect des Elsevier-Verlages und SpringerLink des Verlags Springer science+business media.
Es werden aber auch von öffentlichen Einrichtungen Plattformen betrieben, die eine weitgehend freie Veröffentlichung und Nutzung ermöglichen, zum Beispiel der Preprint-Server arXiv. Im Falle von Patentliteratur ermöglichen die Datenbanken der Patentämter wie zum Beispiel Espacenet freien Zugriff für Recherchen zum Stand der Technik.

## Die Sprache(n) der Wissenschaft
Fachliteratur entsteht in all jenen Sprachen, in denen sie benötigt wird; seit der zweiten Hälfte des 20. Jahrhunderts erscheint sie jedoch immer häufiger auf Englisch. Dadurch hat die englische Sprache immer mehr die Rolle der wissenschaftlichen Lingua franca eingenommen, die im 19. Jahrhundert in Westeuropa das Deutsche und teilweise auch das Französische innehatten.
Noch weiter in der Vergangenheit waren in Europa sowie dem gesamten Mittelmeerraum seit dem Ende der Antike Latein und Griechisch, sowie teils (Mittelmeer) die arabische Sprache die führenden Sprachen der Wissenschaft. Auch niederländische und als Fachschriften publizierte deutschsprachige Fachliteratur existiert seit dem Mittelalter.
Bevor Gerhard Eis um 1962 die deutsche Fachprosaforschung begründete, hatte die Literaturwissenschaft noch eine ablehnende Haltung gegenüber der Fachprosa eingenommen.